# Отмон
Отмо́н (фр. Hautmont, досл. «висока гора») — муніципалітет у Франції, у регіоні О-де-Франс, департамент Нор. Населення — 14 182 особи (01.01.2021).

## Географія
Муніципалітет розташований на відстані близько 195 км на північний схід від Парижа, 75 км на південний схід від Лілля.

## Історія
Історія Отмона починається з появи невеликої каплиці на честь святого Ведаста на невеликому пагорбі на правому березі Самбра в місці під назвою «Mont-Aigu» («гостра гора»), від імені якого поселення скоріше за все і отримало свою назву.
У 643 рік Мадельгар, намісник провінції Ено, придворний короля Дагоберта, вирішив піти в монахи і почав будувати монастир у місці, званому «Монс Альтус». Дагоберт передав йому мощі Папи Святого Марцелла, замученого в 309. Мальдегар став монахом-бенедиктинцем, а його жінка Вальдетруда після таких рішень чоловіка також вирішила посвятити себе монашому життю і почала будувати монастир на просторій території, де в наслідок з'явиться бельгійське місто Монс, а Вальдетруда стане покровителькою міста Монс і провінції Ено.
829 році при абатстві Омон засновано школу.
1525-1625 роки — «Золота доба» абатства Омон пов'язана з абатом Гаспаром Оно. Абатство було відремонтовано і побудовано нові будівлі, при абатстві почала працювати пивоварня.
1789 році — під час Французької революції населення Отмона складало 552 людини. Абатство було одним із самих процвітаючих в провінції Ено. На відміну від багатьох інших, монастир не був повністю знищений під час революції, завдяки хоробрості дона Жислена Дюсара, якому 28 липня 1789 року вдалося заспокоїти селян, які прийшли, щоб розграбувати та зруйнувати абатство.
У 1843 році велика компанія побудувала в Отмоні металургійний завод, після чого в поселені стали розвиватися нові виробництва і збільшуватись населення.
3 серпня 2008 року - по Отмону і прилеглих до нього населених пунктах проноситься руйнівний смерч. Сотні будівель було пошкоджено, 40 будівель зруйновано. Загинуло 3 людини (ще одна людина наклала на себе руки, дізнавшись про руйнування смерчем власного будинку).[джерело?]

## Демографія
Населення — 14 115 осіб у 2011 році.
Динаміка населення ( ):
Розподіл населення за віком та статтю (2006):
| Стать | Всього | До 15 років | 15-24 | 25-44 | 45-64 | 65-85 | Понад 85 |
| --- | ------ | ----------- | ----- | ----- | ----- | ----- | -------- |
| Чоловіки | 7323   | 1723        | 1230  | 1799  | 1660  | 843   | 68       |
| Жінки | 7876   | 1532        | 1112  | 1998  | 1848  | 1192  | 194      |
| \| Статево-вікова піраміда \| Статево-вікова піраміда \| Статево-вікова піраміда \| \| ----------------------- \| ----------------------- \| ----------------------- \| \| Чоловіки \| Вік \| Жінки \| \| 68 \| 85 + \| 194 \| \| 100 \| 80-84 \| 248 \| \| 195 \| 75-79 \| 301 \| \| 272 \| 70-74 \| 304 \| \| 276 \| 65-69 \| 339 \| \| 345 \| 60-64 \| 337 \| \| 432 \| 55-59 \| 532 \| \| 446 \| 50-54 \| 500 \| \| 437 \| 45-49 \| 479 \| \| 476 \| 40-44 \| 487 \| \| 454 \| 35-39 \| 503 \| \| 455 \| 30-34 \| 496 \| \| 414 \| 25-29 \| 512 \| \| 574 \| 20-24 \| 570 \| \| 656 \| 15-20 \| 542 \| \| 535 \| 10-14 \| 455 \| \| 582 \| 5-9 \| 522 \| \| 606 \| 0-4 \| 555 \| |        |             |       |       |       |       |          |
| Статево-вікова піраміда |        |             |       |       |       |       |          |
| Чоловіки | Вік    | Жінки       |       |       |       |       |          |
| 68 | 85 +   | 194         |       |       |       |       |          |
| 100 | 80-84  | 248         |       |       |       |       |          |
| 195 | 75-79  | 301         |       |       |       |       |          |
| 272 | 70-74  | 304         |       |       |       |       |          |
| 276 | 65-69  | 339         |       |       |       |       |          |
| 345 | 60-64  | 337         |       |       |       |       |          |
| 432 | 55-59  | 532         |       |       |       |       |          |
| 446 | 50-54  | 500         |       |       |       |       |          |
| 437 | 45-49  | 479         |       |       |       |       |          |
| 476 | 40-44  | 487         |       |       |       |       |          |
| 454 | 35-39  | 503         |       |       |       |       |          |
| 455 | 30-34  | 496         |       |       |       |       |          |
| 414 | 25-29  | 512         |       |       |       |       |          |
| 574 | 20-24  | 570         |       |       |       |       |          |
| 656 | 15-20  | 542         |       |       |       |       |          |
| 535 | 10-14  | 455         |       |       |       |       |          |
| 582 | 5-9    | 522         |       |       |       |       |          |
| 606 | 0-4    | 555         |       |       |       |       |          |

## Економіка
2010 року серед 8862 осіб працездатного віку (15—64 років) 5541 була активною, 3321 — неактивною (показник активності 62,5%, у 1999 році було 56,3%). З 5541 активної мешканців працювали 4042 особи (2306 чоловіків та 1736 жінок), безробітними було 1499 (799 чоловіків та 700 жінок). Серед 3321 неактивної 805 осіб було учнями чи студентами, 821 — пенсіонерами, 1695 були неактивними з інших причин.

У 2010 році в муніципалітеті числилось 5742 оподатковані домогосподарства, у яких проживали 14462,0 особи, медіана доходів виносила 11 686,5 євро на одного особоспоживача

## Міста-побратими
- Каліш, Польща
- Гальфер, Німеччина
- Кам'янець-Подільський, Україна

## Галерея зображень

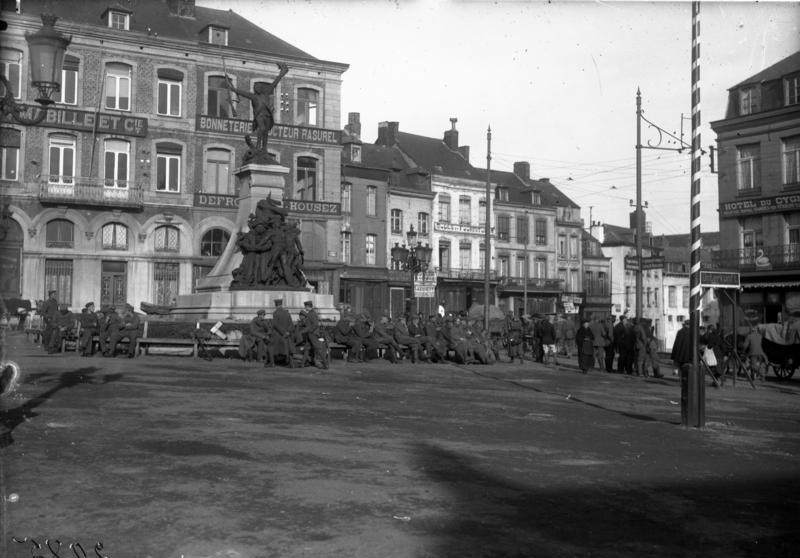
Між 1914/1918
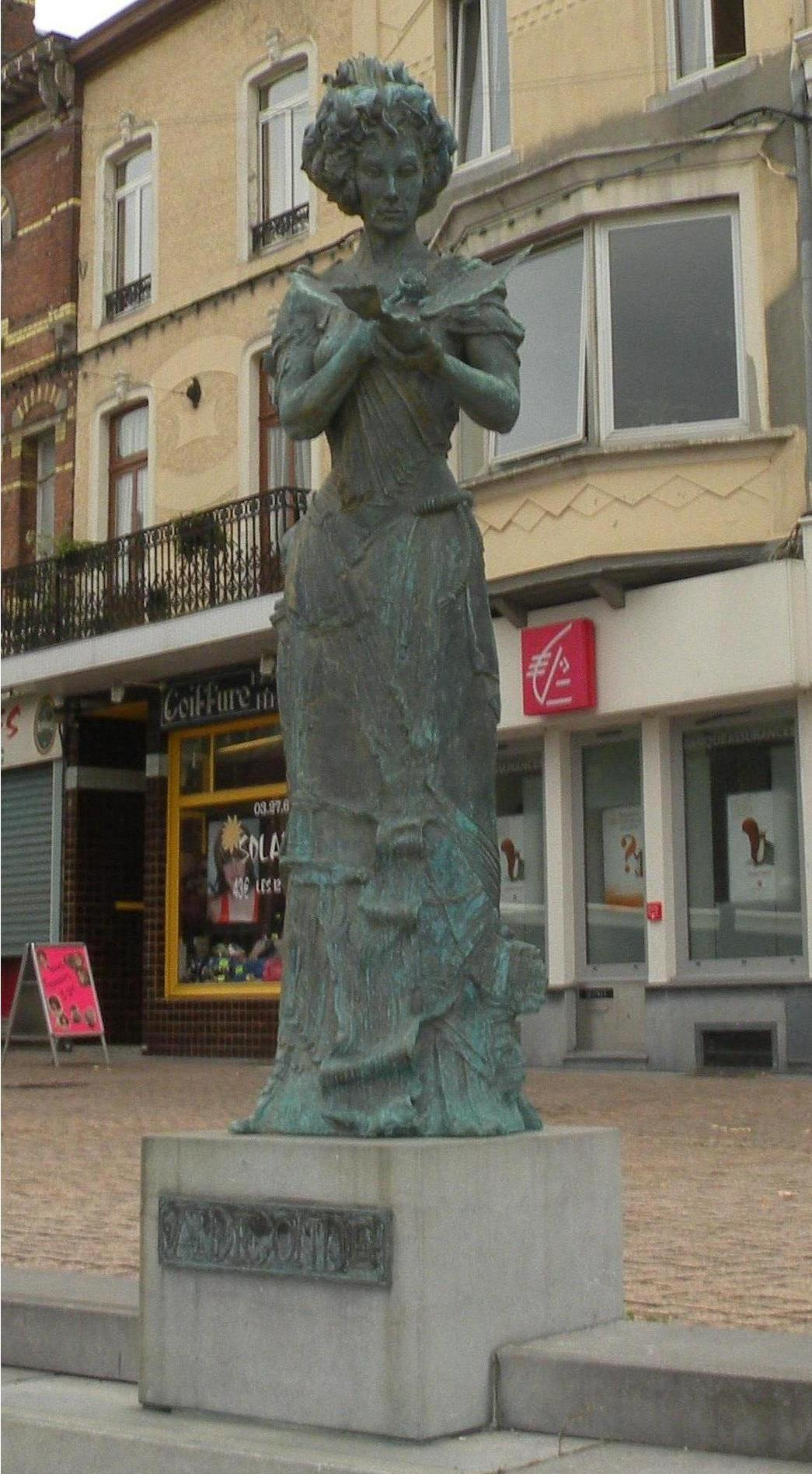
Свята Альдегонда
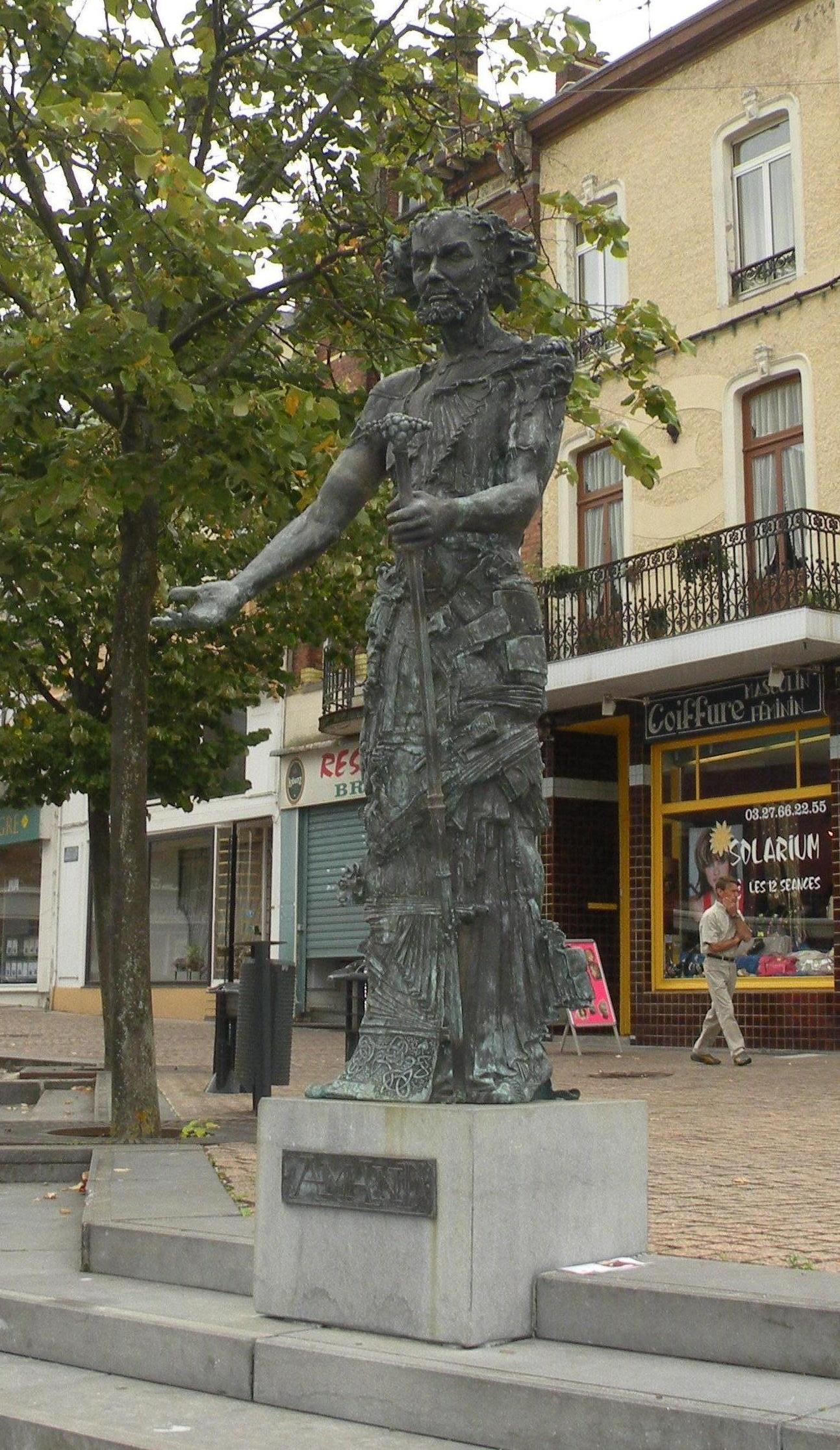
Арманд Маастрихтський
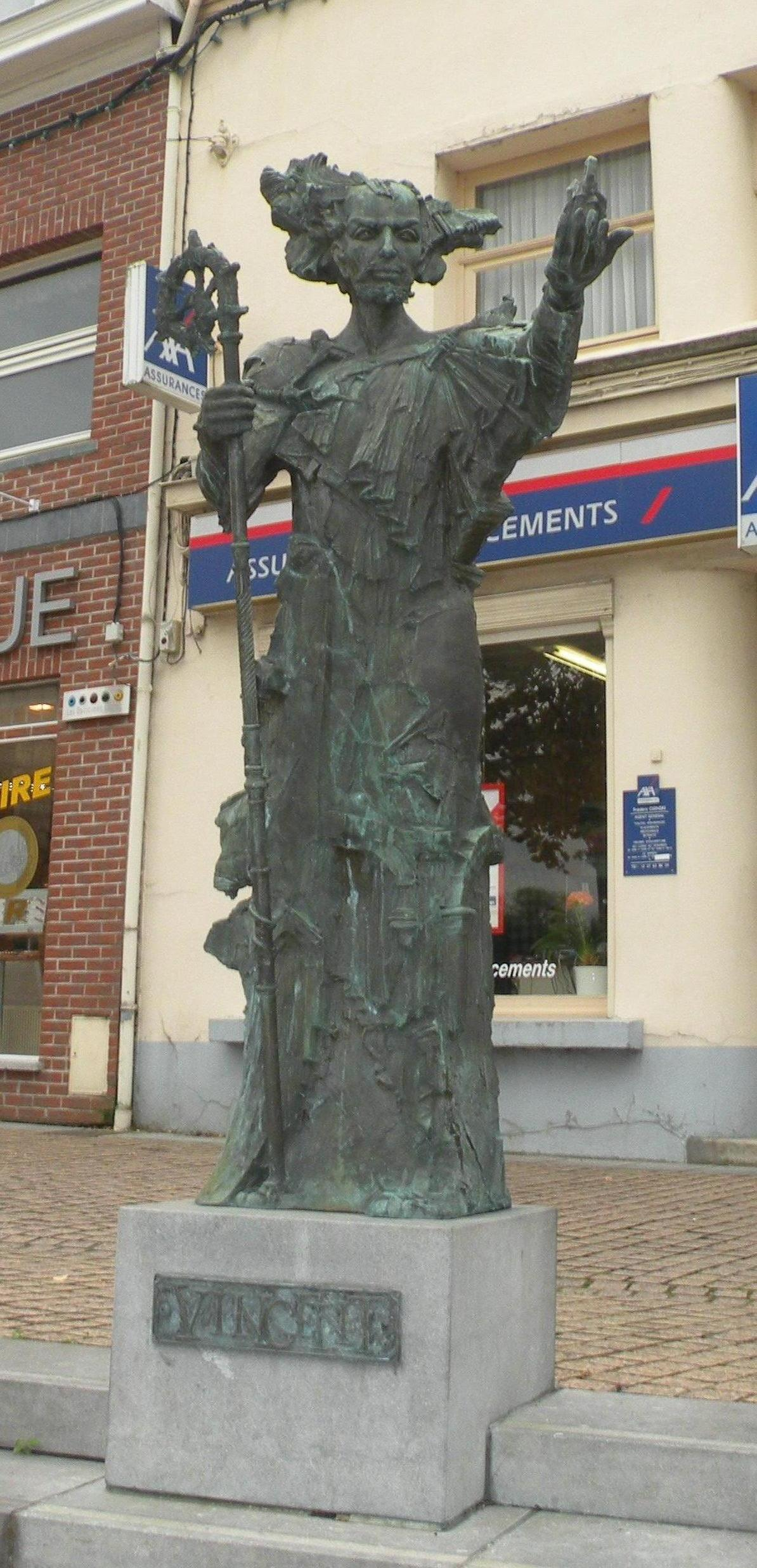
Вінсент з Суаньї
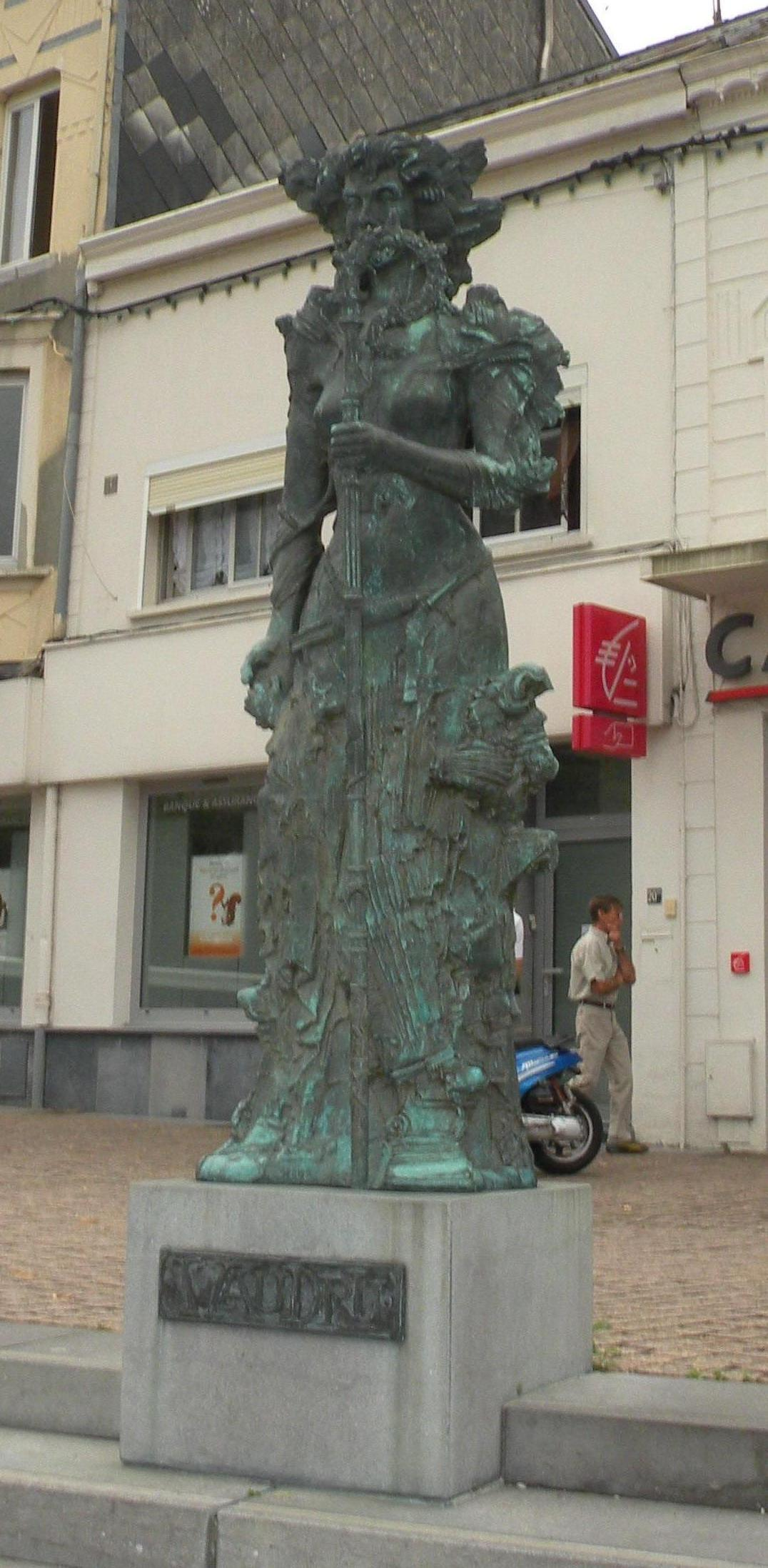
Ваудру з Монс
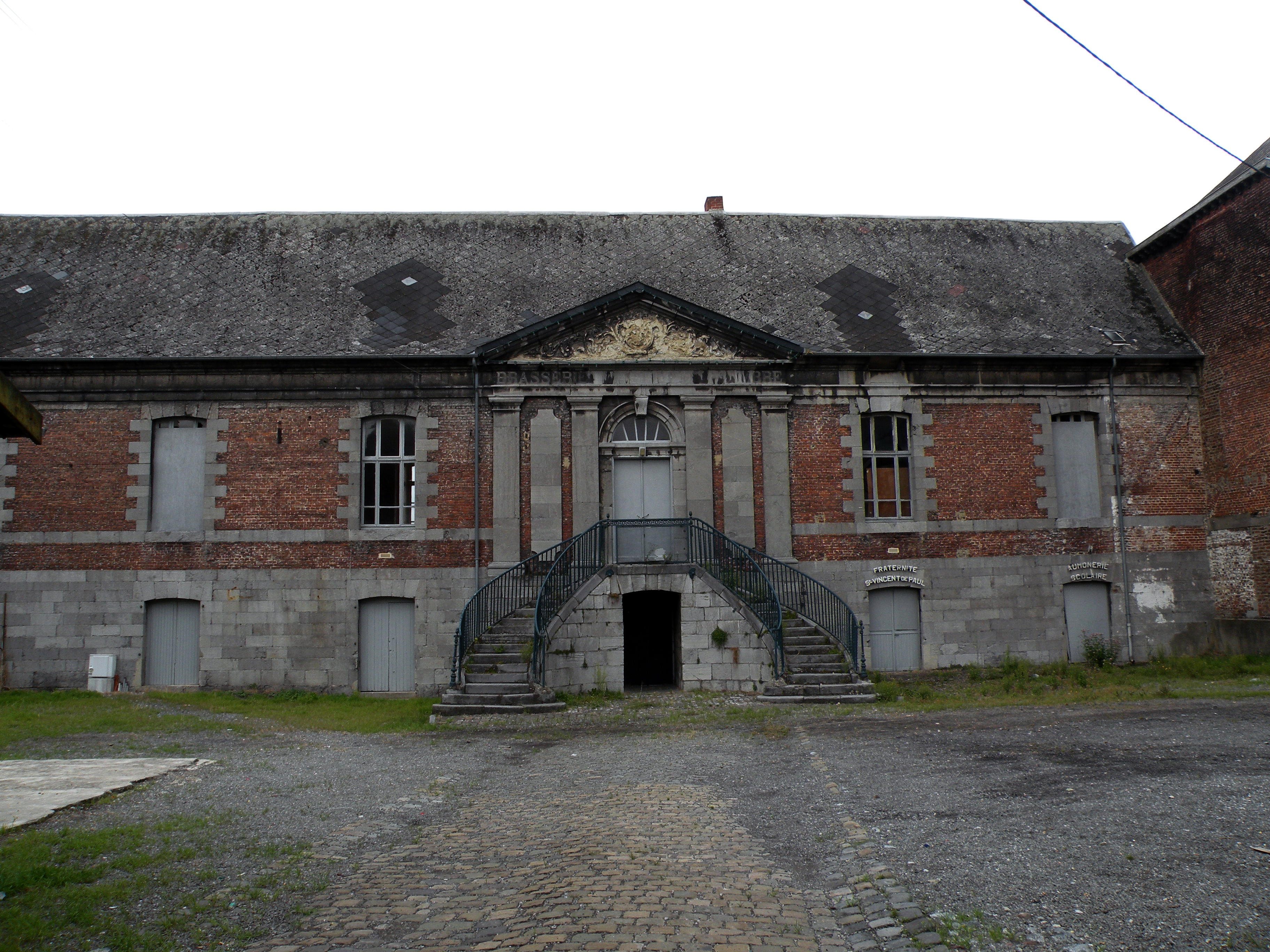
Колишня будівля абатства Отмонт
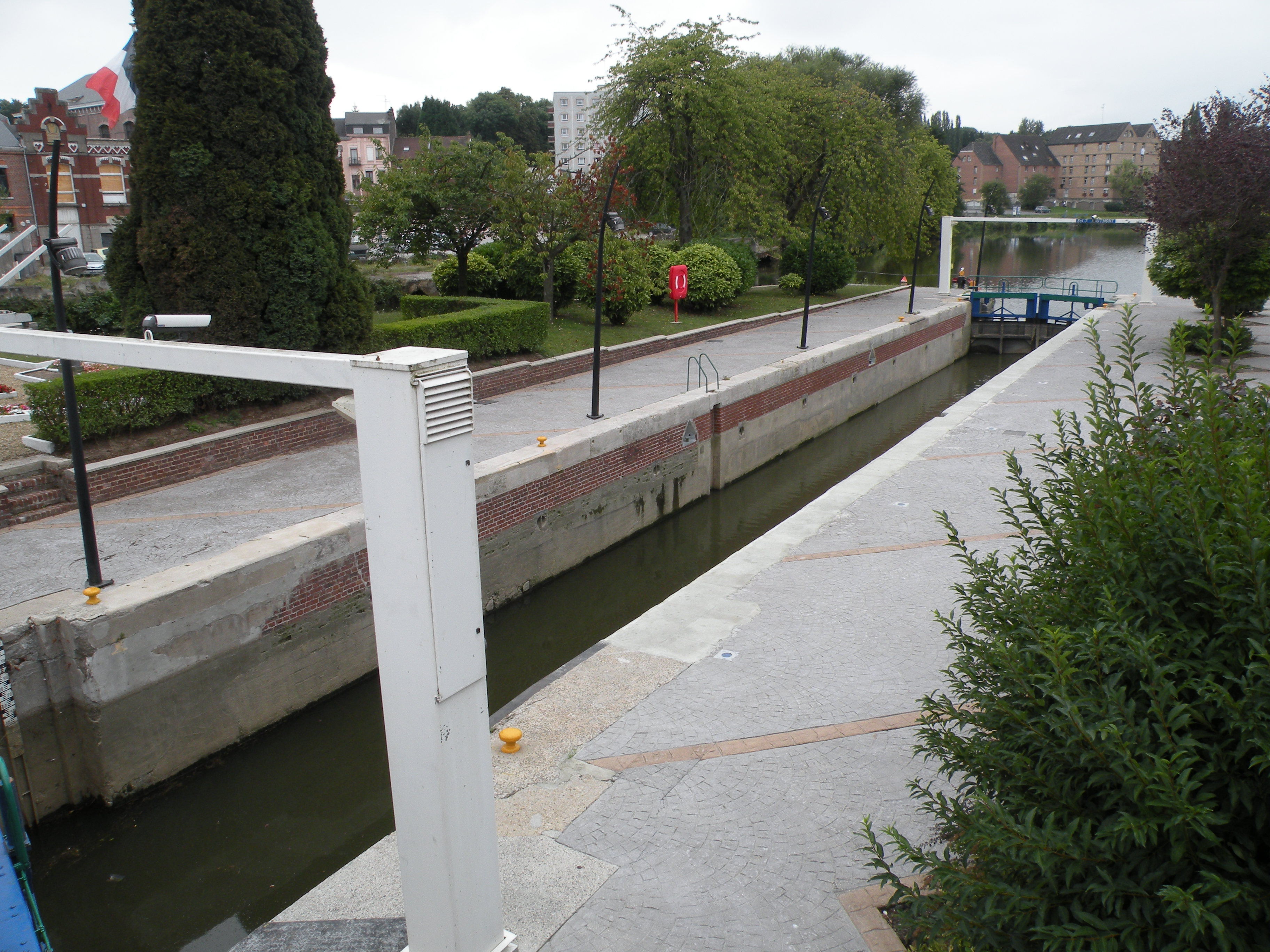
Шлюз
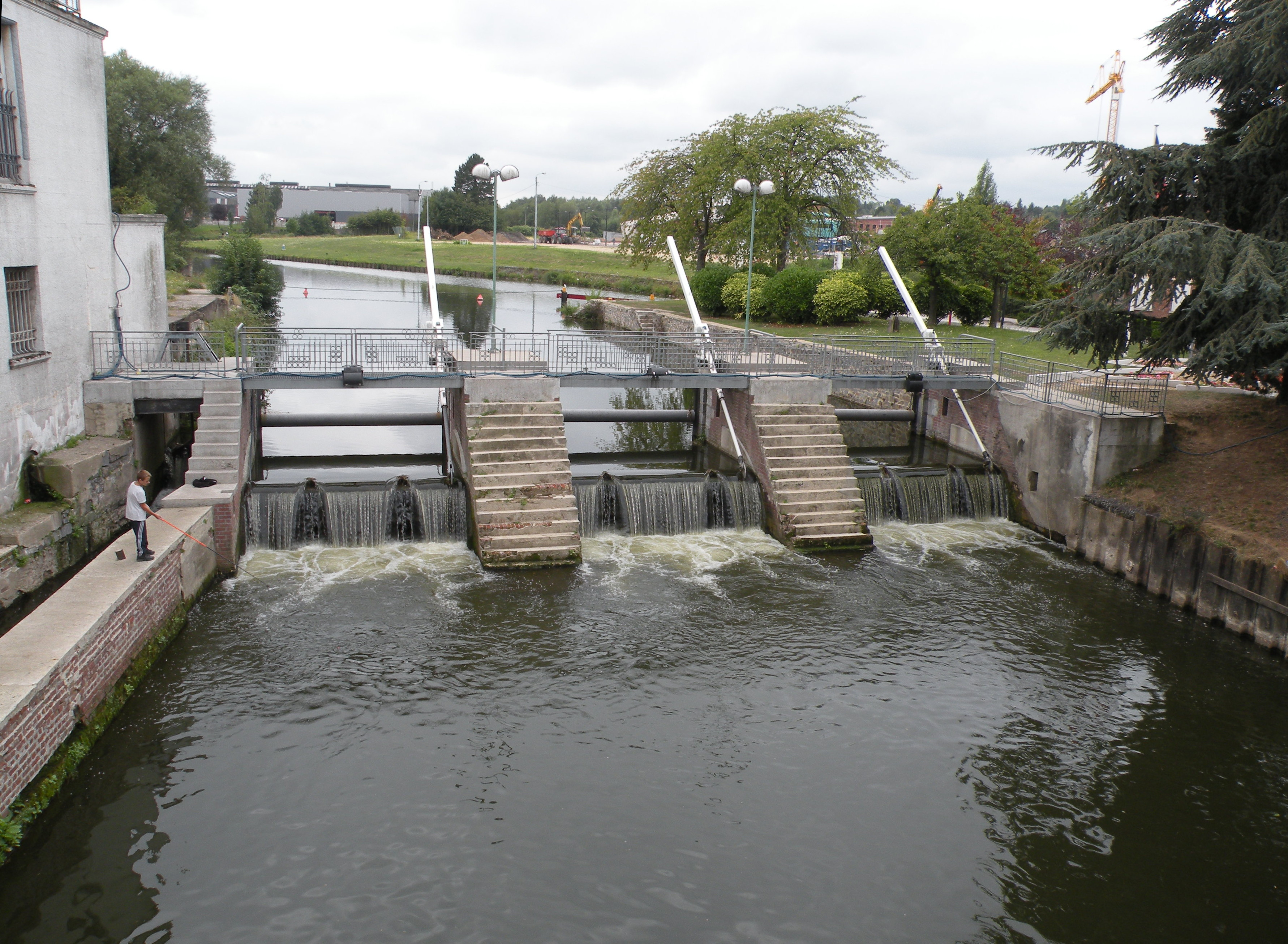
Дамба на шлюзі
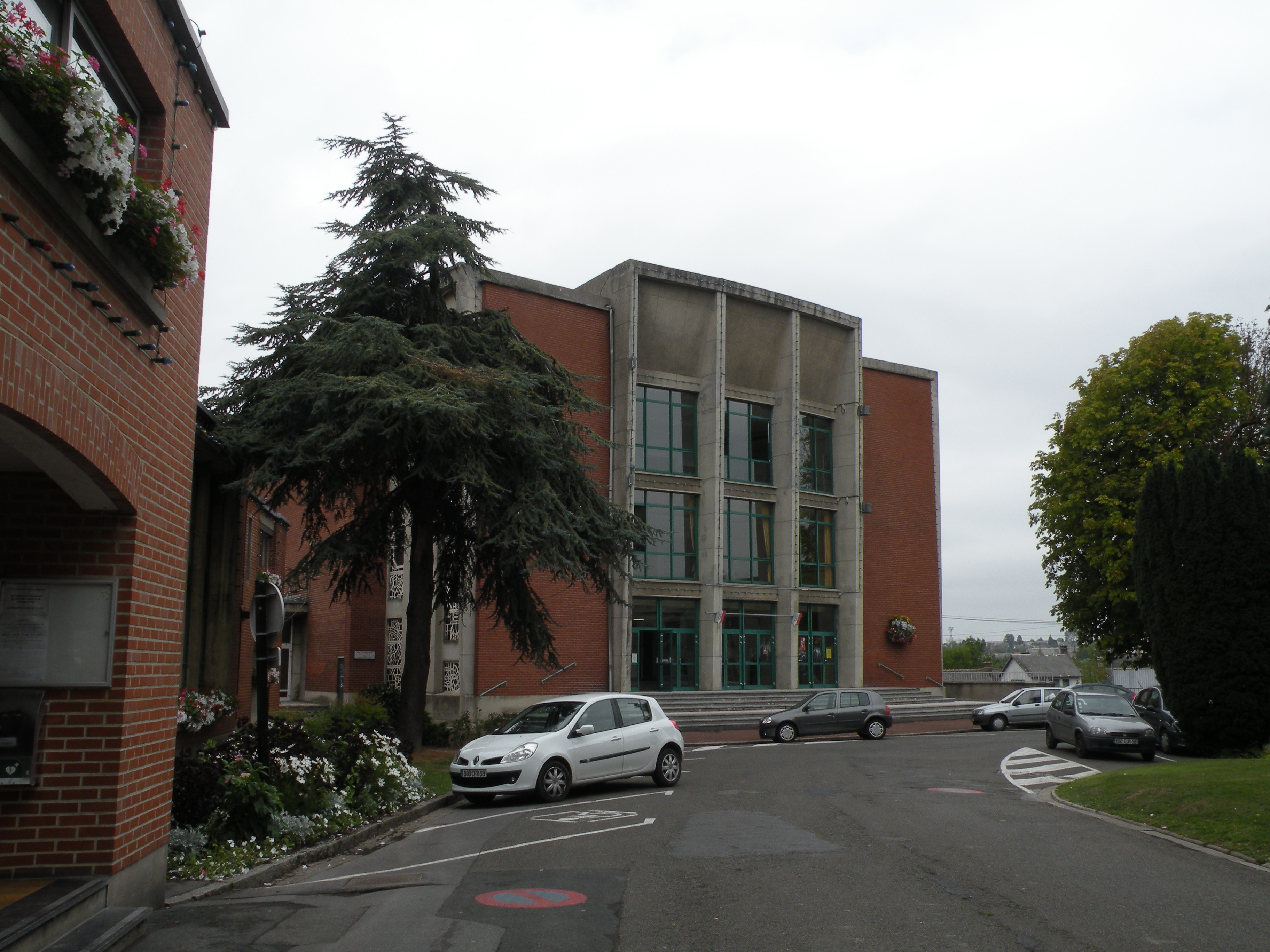
Центр культури
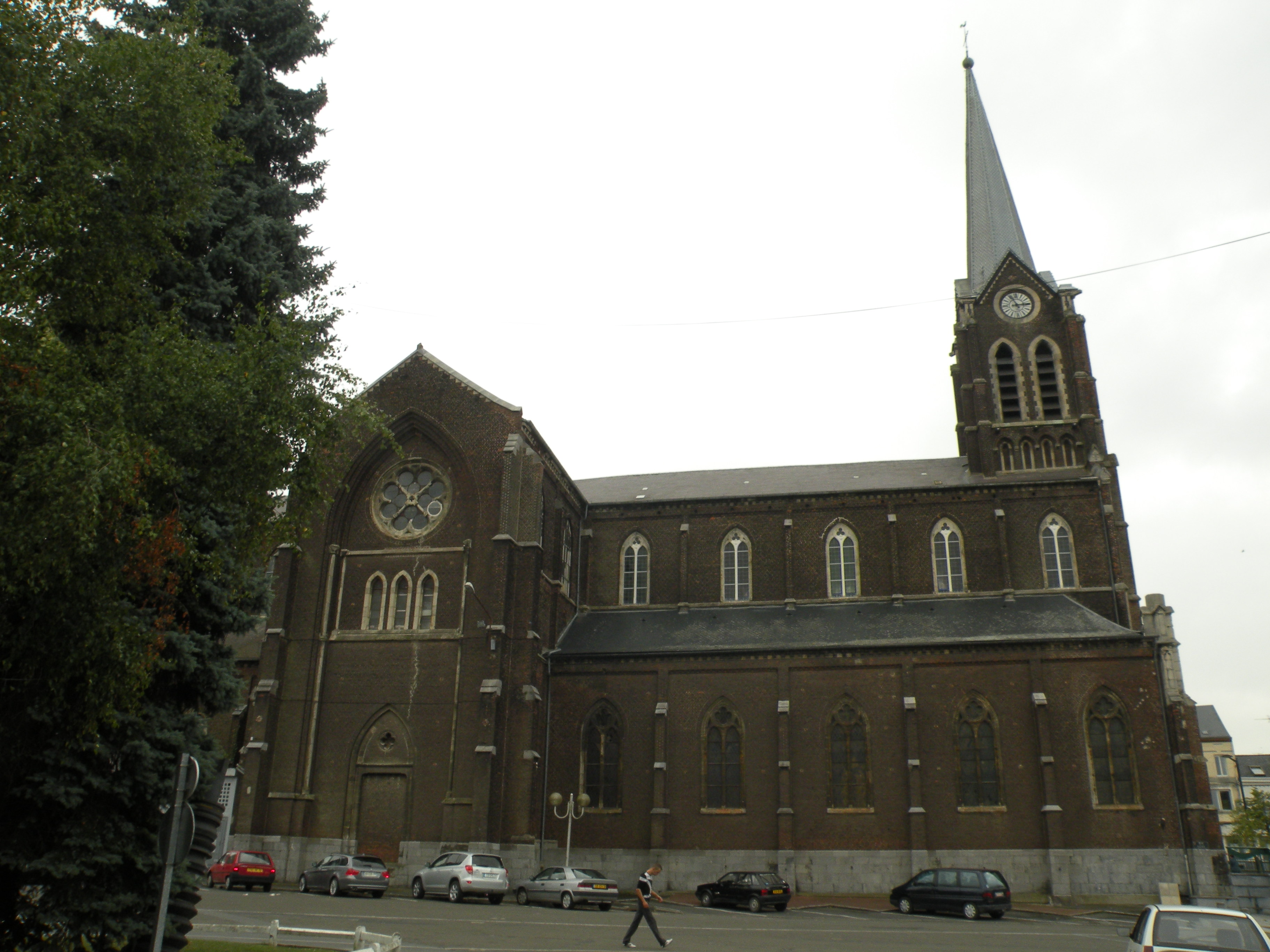
Церква
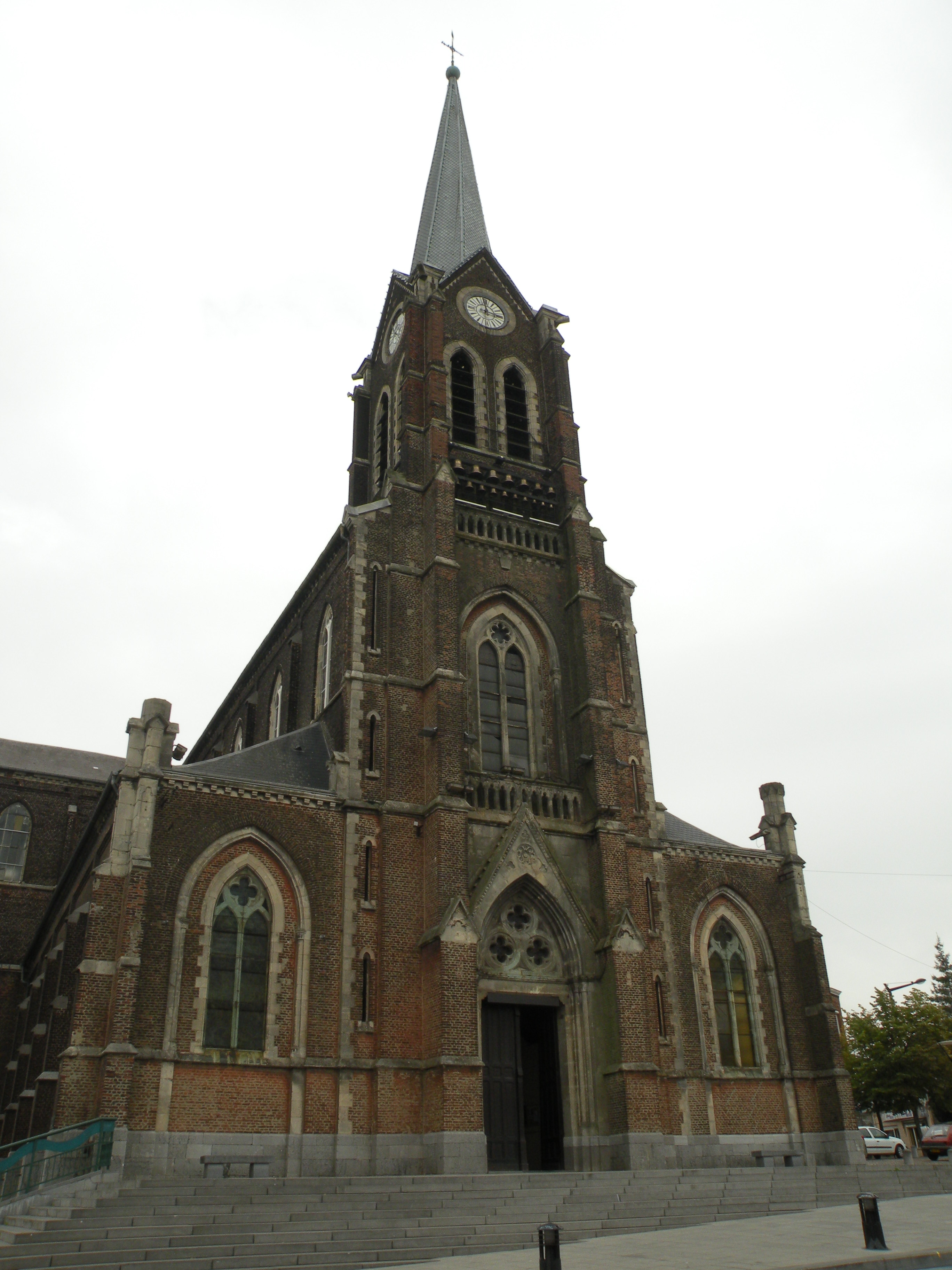
Церква
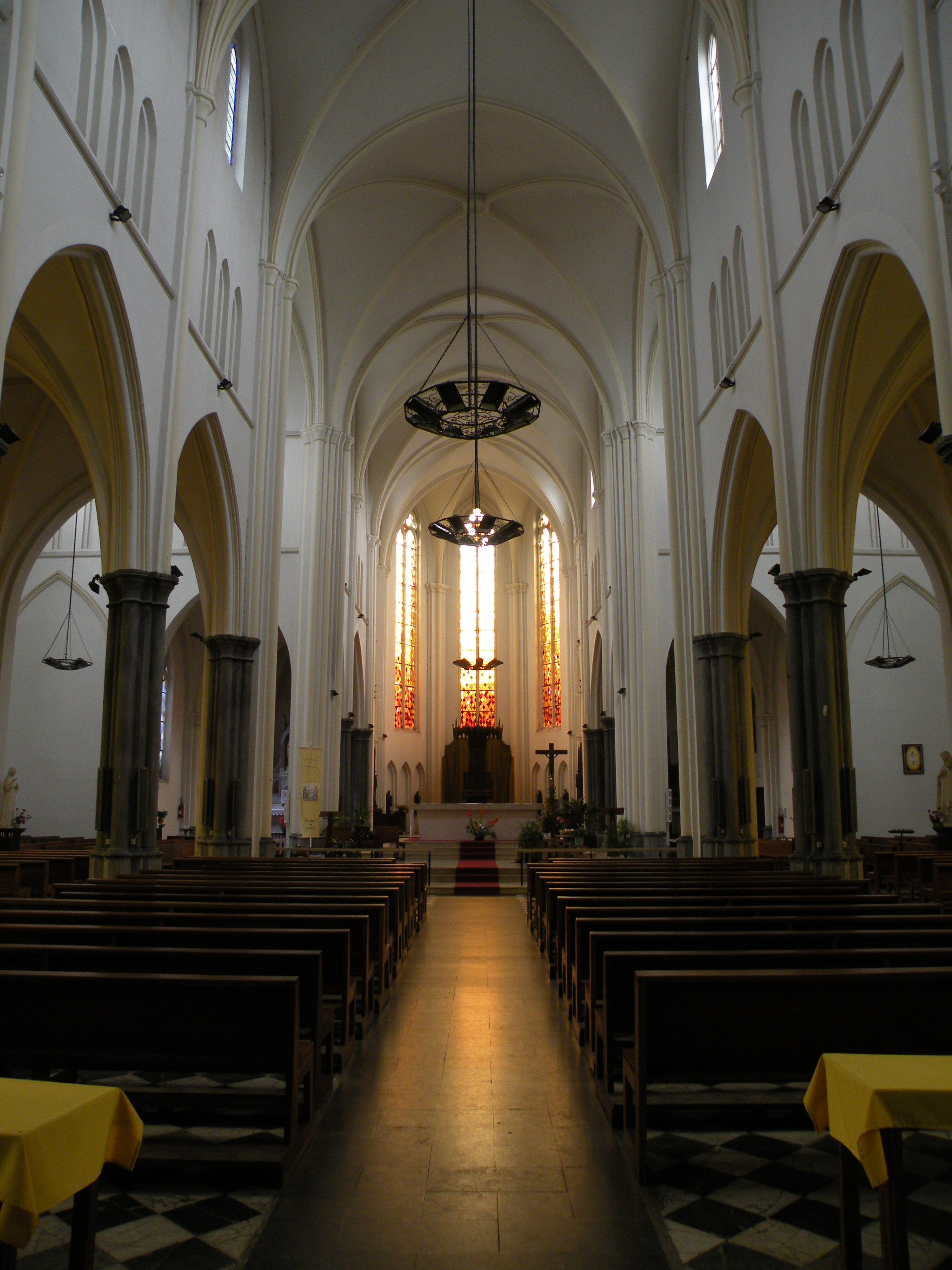
Інтер'єр церкви
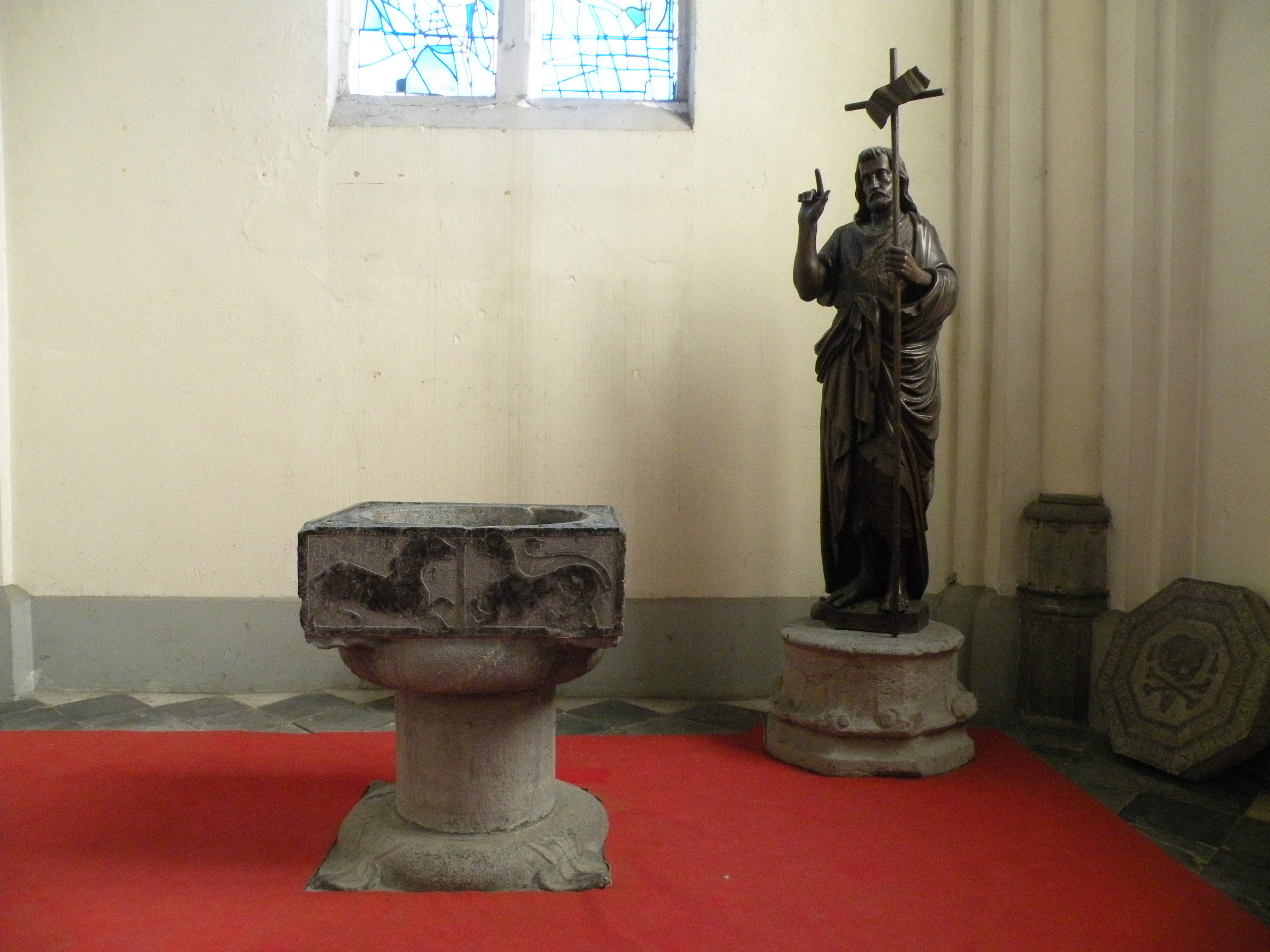
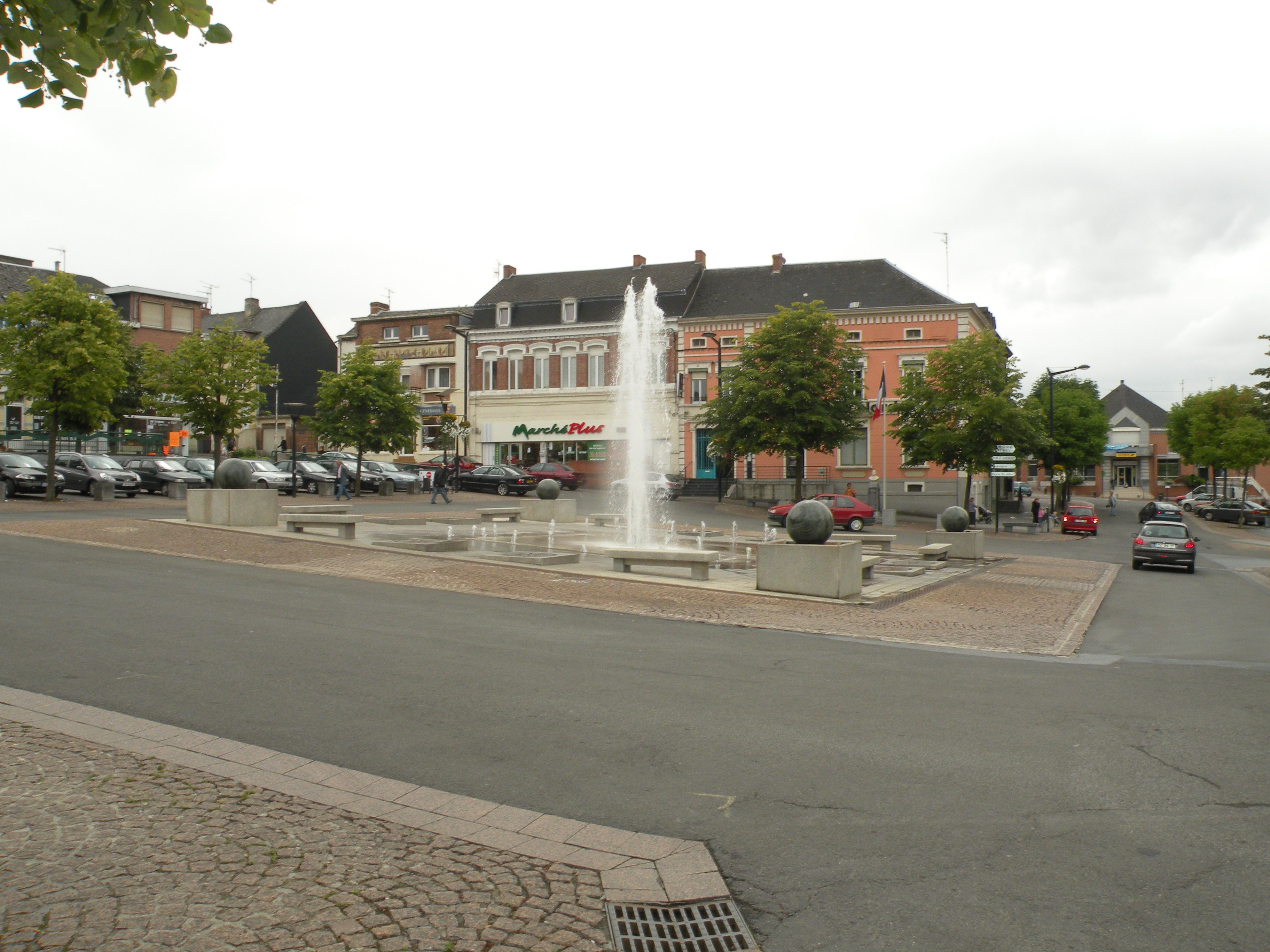
Фонтан
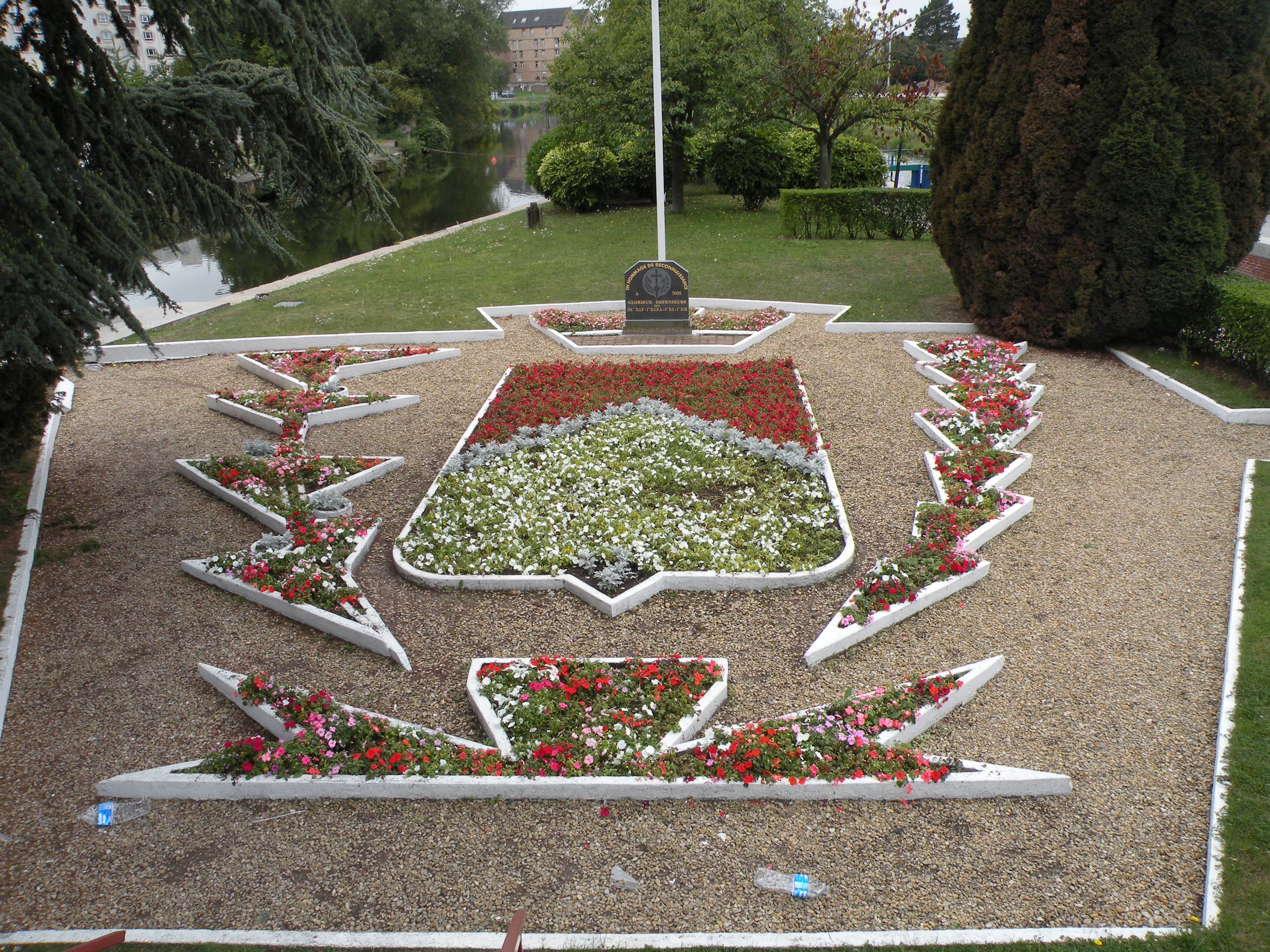
Меморіал
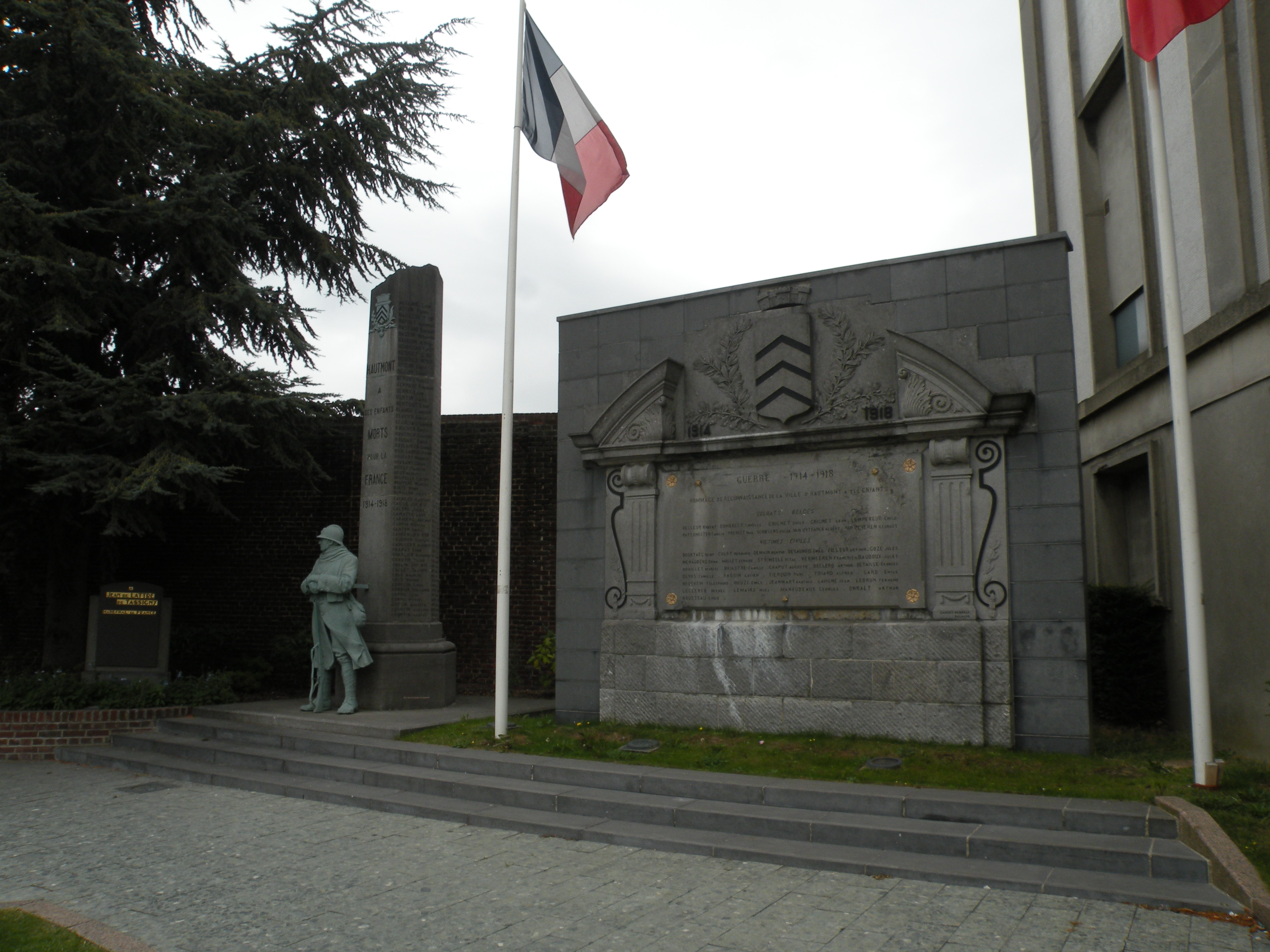
Меморіал
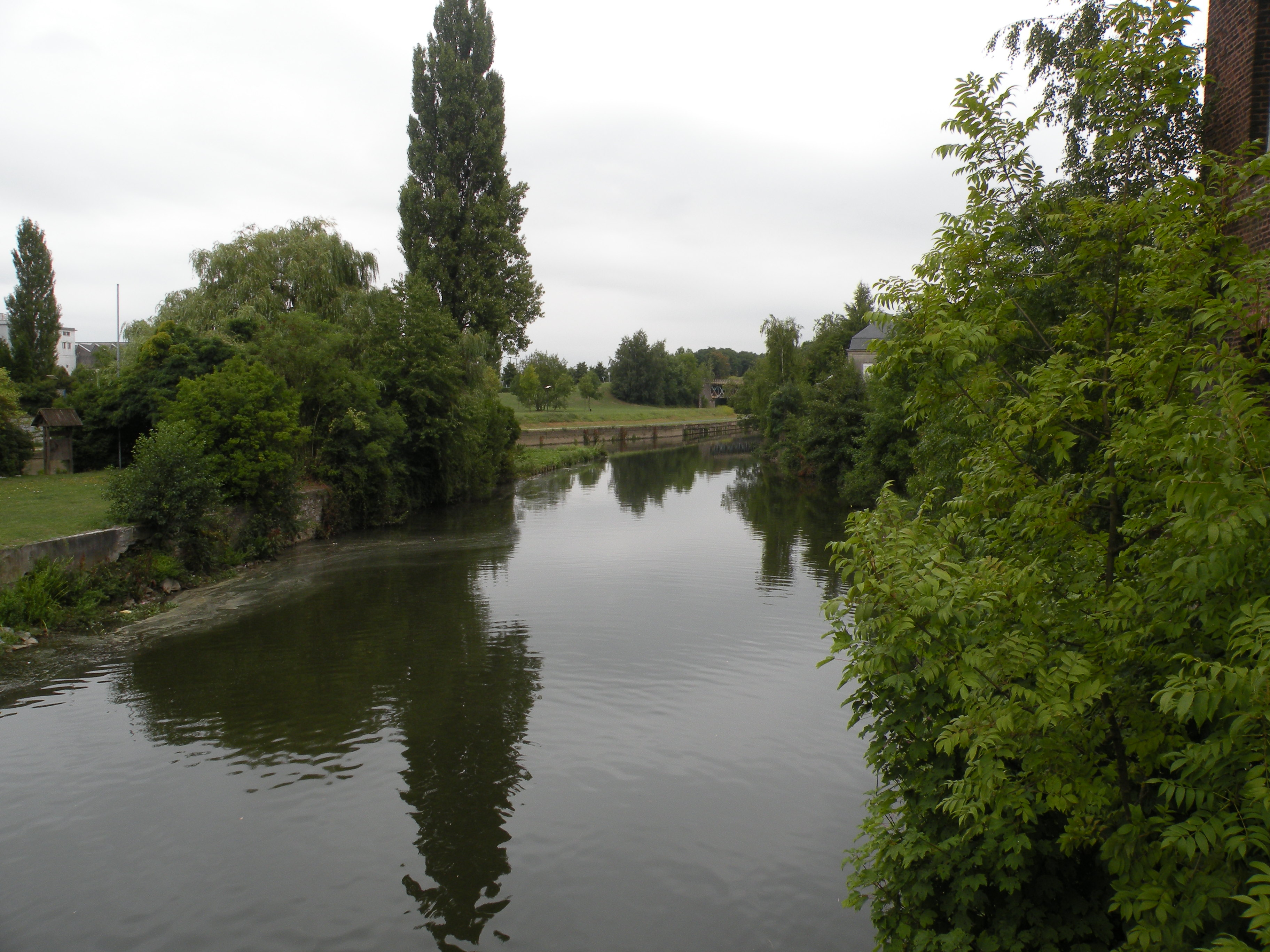